# کنث مک‌فرسون
کنث مک‌فرسون (انگلیسی: Kenneth Macpherson؛ ۲۷ مارس ۱۹۰۲ – ۱۴ ژوئن ۱۹۷۱) عکاس، فیلم‌ساز، نمایش‌نامه‌نویس و منقد سینمایی اهل بریتانیا بود.
از فیلم‌ها یا مجموعه‌های تلویزیونی که وی در آن‌ها نقش داشته‌است می‌توان به رؤیاهایی که با پول می‌توان خرید اشاره نمود.